# Ellettsville, Indiana
Ellettsville är en stad (town) i Monroe County, i delstaten Indiana, USA. Enligt United States Census Bureau har staden en folkmängd på 6 472 invånare (2011) och en landarea på 11 km².